# Diether Gebert

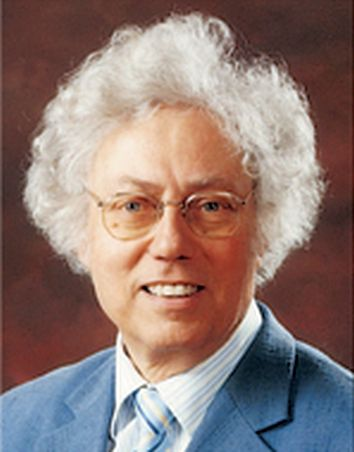
Diether Gebert (2008)

Diether Renatus Gebert (* 9. Mai 1940 in Hamburg; † 21. November 2018 in Berlin) war ein deutscher Wissenschaftler und Universitätsprofessor für Psychologie und Betriebswirtschaftslehre.

## Werdegang
Diether Gebert studierte in Kiel und München Psychologie, Philosophie und Betriebswirtschaftslehre (Diplom). Promotion und Habilitation in Psychologie absolvierte er in München bei Arthur Mayer an der Ludwig-Maximilians-Universität München.
Von 1980 bis 1991 hatte Gebert einen Lehrstuhl für Betriebswirtschaftslehre an der Rechts- und Wirtschaftswissenschaftlichen Fakultät der Universität Bayreuth inne mit Schwerpunkt Personalwesen und Führungslehre. 1991 wechselte er mit dieser Fächerkombination an die Technische Universität Berlin. Dort war er von 1995 bis 1999 Mitglied des akademischen Senats und Dekan von 1999 bis 2001.
Nach seiner Emeritierung lehrte Gebert bis zu seinem Tod fast ununterbrochen an asiatischen Universitäten, insbesondere und zuletzt an der Tongji-Universität in Shanghai in China. Seine zahlreichen Publikationen veröffentlichte er seitdem zum großen Teil in englischer Sprache.

## Lehrstühle und Gastprofessuren
- 1980–1991: Ordentlicher Professor, Lehrstuhl für Betriebswirtschaftslehre (Personalwesen und Führungslehre) an der Universität Bayreuth
- 1991–2005: Ordentlicher Professor, Lehrstuhl für Betriebswirtschaftslehre (Organisation, Personalwesen und Führungslehre) an der Technischen Universität Berlin
- 2006–2008: Gastprofessor für Organizational Behavior and Human Resource Management an der Korea University Business School, Seoul, Korea
- 2008–2009: Gastprofessor am Indian Institute of Management, Kozhikode, India
- 2009–2010: Gastprofessor of Organizational Behavior and Human Resource Management an der Korea University Business School, Seoul
- 2010–2011: Gastprofessor an der Sogang University Business School, Seoul, Korea
- 2011–2013: Gastprofessor („Special Invited Expert“) an der Renmin University of China Business School, Beijing, China
- 2013–2018: Professor an der Tongji University Business School, Shanghai, China

## Forschung
In der Forschung konzentrierte sich Gebert u. a. auf Fragen der Führung und Zusammenarbeit mit Blick auf Motivation und Innovativität von Teams, auf Chancen und Risiken einer Team-Diversity, auf Theorien und Methoden organisationalen Wandels sowie auf die Bewältigung organisationaler Dilemmata. Empirische Forschung führte Gebert nicht nur in Deutschland, sondern auch in Rumänien, Polen, Russland, Nigeria, Indien und China durch.

## Veröffentlichungen (Auswahl)
- Innovation durch Teamarbeit: eine kritische Bestandsaufnahme. Stuttgart: Kohlhammer, 2004
- Führung und Innovation. Stuttgart: Kohlhammer, 2002
- Zur Erarbeitung und Einführung einer neuen Führungskonzeption. Ludwig-Maximilians-Universität München 1976
- Gruppendynamik in der betrieblichen Führungsschulung. Arthur Mayer zum 60. Geburtstag. Duncker und Humblot 1972

## Todesanzeige und Nachrufe
- Prof. Dr. Diether Gebert : Traueranzeige : Frankfurter Allgemeine Zeitung. Abgerufen am 24. November 2018.
- Nachrufe am 2. Dezember 2018 im Tagesspiegel Berlin, u. a. der Technischen Universität Berlin
- Gedenkseite von Diether Renatus Gebert. Abgerufen am 1. Dezember 2018.